# Paspalum supinum
Paspalum supinum är en gräsart som beskrevs av Louis-Augustin Bosc d’Antic och Jean Louis Marie Poiret. Paspalum supinum ingår i släktet tvillinghirser, och familjen gräs. Inga underarter finns listade i Catalogue of Life.